# Richard Mulligan
Pour les articles homonymes, voir Mulligan.
Richard Mulligan est un acteur américain né le 13 novembre 1932 à New York et mort le 26 septembre 2000 à Los Angeles.
Il est apparu à la télévision comme au cinéma, jouant par exemple dans La croisière s'amuse ou Drôles de dames dans les années 1970, il est connu pour le rôle de Burt Campbell dans la série Soap et pour celui du Docteur Harry Weston dans La Maison en folie, rôle qu'il joua de 1988 à 1995. Au cinéma son rôle le plus marquant est celui du général Custer dans le film d'Arthur Penn, Little Big Man.
Pendant les années 1980 et 1990 il continua à jouer dans des séries télévisées comme Les Craquantes en 1988. Puis, vers la fin de sa vie, Richard Mulligan double certaines voix dans des dessins animés tels que Les Castors allumés en 1997 ou encore Hé Arnold ! en 2000.

## Filmographie
- 1962 : Les Liaisons coupables de George Cukor
- 1962 : Des ennuis à la pelle de Norman Jewison
- 1963 : Armstrong Circle Theatre - Saison 13
- 1963 : The Nurses (en) - Saison 2
- 1963 : Une certaine rencontre de Robert Mulligan
- 1964 : One Potato, Two Potato de Larry Peerce
- 1966 : Le Groupe de Sidney Lumet
- 1966 - 1967 : The Hero - Saison 1
- 1967 : Les Rats du désert - Saison 1
- 1967 : Mannix - Saison 1
- 1967 : Gunsmoke - Saison 13
- 1969 : Jinny de mes rêves - Saison 4
- 1969 : Les Géants de l'Ouest de Andrew V. McLaglen
- 1970 : The Most Deadly Game (en) - Saison 1
- 1970 : Little Big Man de Arthur Penn
- 1971 : Love, American Style - Saison 2
- 1971 : Bonanza - Saison 12
- 1972 : Irish Whiskey Rebellion de Chester Erskine
- 1972 : Hallmark Hall of Fame (en) - Saison 21
- 1972 : Ghost Story - Saison 1
- 1973 : From the Mixed-Up Files of Mrs. Basil E. Frankweiler (en) de Fielder Cook
- 1973 : Diana - Saison 1
- 1973 : The Partridge Family - Saison 4
- 1974 : Visit to a Chief's Son (en) de Lamont Johnson
- 1975 : Matt Helm - Saison 1
- 1976 : La Petite Maison dans la prairie - Saison 2
- 1976 : Le Bus en folie de James Frawley
- 1976 : Spencer's Pilots - Saison 1
- 1976 : Switch - Saison 2
- 1976 : Drôles de dames - Saison 1
- 1976 : Gibbsville - Saison 1
- 1976 : The McLean Stevenson Show (en) - Saison 1
- 1977 : Hunter - Saison 1
- 1977 : Kingston: Confidential - Saison 1
- 1977 - 1981 : Soap - Saisons 1 à 4
- 1978 : Having Babies III de Jackie Cooper
- 1978 : La croisière s'amuse - Saison 2
- 1979 : Scavenger Hunt de Michael Schultz
- 1981 : S.O.B. de Blake Edwards
- 1982 : À la recherche de la panthère rose de Blake Edwards
- 1983 : Reggie (en) - Saison 1
- 1984 : Meatballs Part II de Ken Wiederhorn
- 1984 : Ras les profs ! de Arthur Hiller
- 1984 : Micki + Maude de Blake Edwards
- 1985 : Doin' Time (en) de George Mendeluk
- 1985 : Le Garçon qui venait du ciel (The Heavenly Kid) de Cary Medoway
- 1986 : Un sacré bordel (A Fine Mess) de Blake Edwards
- 1986 : La Cinquième Dimension - Saison 2
- 1986 : Les Routes du paradis - Saison 3
- 1986 : Babes in Toyland (en) de Clive Donner
- 1987 : Poker Alice (en) de Arthur Allan Seidelman
- 1987 : J.J. Starbuck - Saison 1
- 1988 : Oliver et compagnie de George Scribner
- 1988-1995 : La maison en folie - Saisons 1 à 7
- 1989 : Les Craquantes - Saison 5
- 1991-1993 : Nurses - Saisons 1 à 3
- 1995 : The John Larroquette Show - Saison 3
- 1996 : London Suite (TV) de Jay Sandrich
- 1997 : Dog's Best Friend (en) (TV) de Allan A. Goldstein
- 1997 : Les Castors allumés - Saison 1
- 2000 : Hé Arnold ! - Saison 5

la petite maison dans la prairie, saison 2 épisode 21